# Pump (Album)
Pump (englisch Aufpumpen) ist das zehnte Studioalbum der US-amerikanischen Hard-Rock-Band Aerosmith aus dem Jahr 1989.

## Entstehung und Veröffentlichung
Die Erstveröffentlichung von Pump erfolgte am 12. September 1989 bei Geffen Records. Das Album erschien in der Originalausführung als CD mit zehn Titeln (Katalognummer: 9 24254-2). Am 25. September 1989 erschien in Japan eine exklusive Ausführung mit dem Bonustitel Ain’t Enough (Katalognummer: 22P2-2954).
Alle Lieder wurden von Aerosmith-Frontmann Steven Tyler, zusammen mit wechselnden Koautoren, geschrieben. Für die Produktion zeichnete Bruce Fairbairn verantwortlich. Das Album war das zweite von drei Aerosmith-Alben, die in den Little-Mountain-Studios in Vancouver mit Fairbairn aufgenommen wurden. Es wurden bei einigen Liedern Keyboards sowie Bläser (etwa bei The Other Side und Love in an Elevator) verwendet. Viele Stücke sind vom Blues beeinflusst, etwa Young Lust und Monkey on My Back. Der Songtitel F.I.N.E. wird in dem Booklet als Fucked up, Insecure, Neurotic and Emotional (engl. für: „Beschissen, unsicher, neurotisch und emotional“) definiert. Diese Abkürzung findet sich auch in einer Strophe des Liedes What It Takes.
Wegen des Albumtitels kam es zu einem Rechtsstreit angestrengt durch eine Band namens Pump, die Klage wurde jedoch abgewiesen. Wegen des Liedes The Other Side drohte das Songwriter-Team Holland–Dozier–Holland die Band zu verklagen, da es deren Song Standing in the Shadows of Love ähnele. In diesem Fall einigte man sich außergerichtlich.

## Titelliste
1. Young Lust (Steven Tyler, Joe Perry, Jim Vallance) – 4:18
2. F.I.N.E. (Steven Tyler, Joe Perry, Desmond Child) – 4:09
3. Love in an Elevator (Steven Tyler, Joe Perry) – 5:38
3.1 Going Down – 0:17
3.2 Love in an Elevator – 5:21
4. Monkey on My Back (Steven Tyler, Joe Perry) – 3:57
5. Janie’s Got a Gun (Steven Tyler, Tom Hamilton) – 5:38
5.1 Water Song – 0:10
5.2 Janie’s Got a Gun – 5:28
6. The Other Side (Steven Tyler, Jim Vallance) – 4:56
6.1 Dulcimer Stomp – 0:52
6.2 The Other Side – 4:04
7. My Girl (Steven Tyler, Joe Perry) – 3:10
8. Don’t Get Mad, Get Even (Steven Tyler, Joe Perry) – 4:48
9. Voodoo Medicine Man (Steven Tyler, Brad Whitford) – 4:39
9.1 Hoodoo – 0:55
9.2 Voodoo Medicine Man – 3:44
10. What It Takes (Steven Tyler, Joe Perry, Desmond Child) – 6:28

Bonustitel (Japanese Edition)
1. Ain’t Enough (Steven Tyler, Joe Perry) – 4:57

## Singleauskopplungen
| Jahr | Titel               | Höchstplatzierung, Gesamtwochen, AuszeichnungChartplatzierungen (Jahr, Titel, , Platzierungen, Wochen, Auszeichnungen, Anmerkungen) | Höchstplatzierung, Gesamtwochen, AuszeichnungChartplatzierungen (Jahr, Titel, , Platzierungen, Wochen, Auszeichnungen, Anmerkungen) | Höchstplatzierung, Gesamtwochen, AuszeichnungChartplatzierungen (Jahr, Titel, , Platzierungen, Wochen, Auszeichnungen, Anmerkungen) | Anmerkungen                                               |
| Jahr | Titel               | UK | US | Rock | Anmerkungen                                               |
| ---- | ------------------- | --- | --- | --- | --------------------------------------------------------- |
| 1989 | Love in an Elevator | UK13 (8 Wo.)UK | US5 Gold · (16 Wo.)US | Rock1 (11 Wo.)Rock | Erstveröffentlichung: 16. August 1989 Verkäufe: + 500.000 |
| 1989 | F.I.N.E.            | — | — | Rock14 (9 Wo.)Rock | Erstveröffentlichung: 12. September 1989                  |
| 1989 | Janie’s Got a Gun   | UK76 (3 Wo.)UK | US4 (18 Wo.)US | Rock2 (18 Wo.)Rock | Erstveröffentlichung: 8. November 1989 Verkäufe: + 70.000 |
| 1990 | What It Takes       | — | US9 (17 Wo.)US | Rock1 (19 Wo.)Rock | Erstveröffentlichung: 27. Februar 1990                    |
| 1990 | The Other Side      | UK46 (3 Wo.)UK | US22 (15 Wo.)US | Rock1 (16 Wo.)Rock | Erstveröffentlichung: 6. Juni 1990                        |
| 1990 | Monkey on My Back   | — | — | Rock17 (9 Wo.)Rock | Erstveröffentlichung: 18. August 1990                     |

grau schraffiert: keine Chartdaten aus diesem Jahr verfügbar

## Pump Tour
Der Veröffentlichung von Pump folgte ab Oktober 1989 eine einjährige Tournee durch Europa, Nordamerika, Japan und Australien, die mehr als 150 Auftritte umfasste.

## Videoveröffentlichungen zu Pump

### Things That Go Pump in the Night
Hierbei handelt es sich um eine 1990 veröffentlichte VHS, die die Musikvideos zu Love in an Elevator, Janie's Got a Gun und What It Takes sowie ein Video zur Entstehung des letztgenannten Liedes.

### The Making of Pump
Im Jahr 1994 erschien dieser etwa 110-minütige Film über die Entstehung des Albums, welcher u. a. aus diversen Interviews, Backstage-Aufnahmen und diversem Videomaterial besteht. Bereits im Jahr 1998 wurde dieser Film erstmals auch als DVD veröffentlicht.

## Rezeption
Auch Fans und Kritiker nahmen das Album überwiegend positiv auf. Im Rock Hard etwa kam Thomas Kupfer zu folgendem Fazit: „Pump hält locker den Standard des Megasellers Permanent Vacation und zeigt die Band sogar noch weitaus differenzierter als zu Tagen dieses Comeback-Albums.“ Nicht ein einziges Stück sei als Ausfall zu werten, Love in an Elevator sei eine „potenzielle Hitsingle“. Das Magazin setzte Pump im Jahr 2007 auf den 130. Platz seiner Bestenliste, die 500 Alben umfasste. Wolfgang Schäfer sah den Vorgänger Permanent Vacation „getoppt“. Mit „jede Menge authentischem Seventies-Flair“ seien die Songs in „eine kraftvoll und modern klingende Produktion“ eingebettet worden. Stephen Thomas Erlewine von Allmusic schrieb, sei Permanent Vacation von den Pop-Zugeständnissen etwas übersättigt, schwelge Pump in jenen, ohne den „dreckigen Hard-Rock-Kern“ der Band aus den Augen zu verlieren. Die Platte sei aber kein „Sellout“. So sei etwa Janie’s Got a Gun komplexer als die meisten Songs der Band bisher.

## Kommerzieller Erfolg

### Chartplatzierungen
Pump avancierte zum Nummer-eins-Album in Australien und erreichte Top-10-Platzierungen im Vereinigten Königreich (Rang 3), Neuseeland und Schweden (je Rang 8) sowie Norwegen und der Schweiz (Rang 9).
| ChartsChartplatzierungen       | Höchstplatzierung | Wochen |
| ------------------------------ | ----------------- | ------ |
| Deutschland (GfK)              | 13 (16 Wo.)       | 16     |
| Schweiz (IFPI)                 | 9 (7 Wo.)         | 7      |
| Vereinigte Staaten (Billboard) | 5 (110 Wo.)       | 110    |
| Vereinigtes Königreich (OCC)   | 3 (34 Wo.)        | 34     |

### Auszeichnungen für Musikverkäufe
Das Album verkaufte sich laut Schallplattenauszeichnungen weltweit über 8,2 Millionen Mal, damit zählt es zu den meistverkauften Veröffentlichungen der Band.
| Land/Region                  | Auszeichnungen für Musikverkäufe (Land/Region, Auszeichnung, Verkäufe) | Verkäufe  |
| ---------------------------- | ---------------------------------------------------------------------- | --------- |
| Australien (ARIA)            | 2× Platin                                                              | 140.000   |
| Deutschland (BVMI)           | Gold                                                                   | 250.000   |
| Kanada (MC)                  | 7× Platin                                                              | 700.000   |
| Neuseeland (RMNZ)            | Platin                                                                 | 20.000    |
| Vereinigte Staaten (RIAA)    | 7× Platin                                                              | 7.000.000 |
| Vereinigtes Königreich (BPI) | Gold                                                                   | 100.000   |
| Insgesamt                    | 2× Gold · 17× Platin ·                                                 | 8.210.000 |

Hauptartikel: Aerosmith/Auszeichnungen für Musikverkäufe